# Ullerøy
Ullerøy is een plaats in de Noorse gemeente Sarpsborg, fylke Østfold. De Ullerøy telt 367 inwoners (2007) en heeft een oppervlakte van 0,63 km².
Met Ullerøy wordt ook het schiereiland bedoeld ten zuiden van het gehucht.